# Drepanis
Drepanis là một chi chim trong họ Fringillidae.